# Фолет (Тексас)
Фолет (енгл. Follett) град је у америчкој савезној држави Тексас. По попису становништва из 2010. у њему је живело 459 становника.

## Демографија
Према попису становништва из 2010. у граду је живело 459 становника, што је 47 (11,4%) становника више него 2000. године.
| Група             | 2000.       | 2010.       |
| Белци             | 374 (90,8%) | 379 (82,6%) |
| Афроамериканци    | 0 (0,0%)    | 5 (1,1%)    |
| Азијати           | 0 (0,0%)    | 7 (1,5%)    |
| Хиспаноамериканци | 30 (7,3%)   | 68 (14,8%)  |
| Укупно            | 412         | 459         |